# Cotoneaster pruinosus
Cotoneaster pruinosus är en rosväxtart som beskrevs av Klotz. Cotoneaster pruinosus ingår i släktet oxbär, och familjen rosväxter. Inga underarter finns listade i Catalogue of Life.